# Atresia
Atresia é uma condição na qual um órgão ou orifício condutor do corpo é anormalmente fechado ou ausente.
Exemplos de atresias:
- Atresia anal
- Atresia biliar
- Atresia coanal
- Atresia esofágica
- Atresia intestinal
- Atresia folicular
- Atresia pulmonar
- Atresia tricúspide
- Atresia vaginal